# Верхня Лудзя
Верхня Лу́дзя (рос. Верхняя Лудзя) — присілок в Зав'яловському районі Удмуртії, Росія.
Знаходиться на лівому березі середньої течії річки Лудзинка, правої притоки річки Іжа, на південний захід від присілка Підшивалово.

## Населення
Населення — 339 осіб (2010; 333 в 2002).
Національний склад станом на 2002 рік:
- удмурти — 91 %

## Урбаноніми[3]
- вулиці — Заводська, Зайцева, Зарічна, Молодіжна, Набережна, Нагірна, Піонерська, Праці, Свободи, Шкільна